# Abercarn RFC
Abercarn Rugby Football Club es un club de rugby a 15 galés ubicado en Abercarn, cerca de la ciudad de Newport. Actualmente juegan en WRU Division Five East después de descender en dos temporadas consecutivas; desde Division 3 East en 2007 y Division 4 East en 2008. Abercaarn RFC es un club "feeder" para los Newport Gwent Dragons.
Abercarn RFC es un club con una larga historia, después de haber ser fundado hace más de 100 años. En 1952 Abercarn RFC tres jugadores murieron en el desastre aéreo de Llandow, incluyendo el capitán Don Rowlands y el entrenador Ray Box. El club se acuerde del acontecimiento en su insignia, que depicta un hélice en el centro.
Abercarn RFC han producido varios jugadores conocidos como Paul Turner (entrendador de Newport RFC, Pontypool RFC y Newport Gwent Dragons) y Nathan Budgett (Gales y Bristol RFC).
Actualmente Abercarn RFC juegan en el Walfare Ground, detrás de Cwmcarn High School.

## Exjugadores notables
- Dicky Ralph